# Flobecq
Flobecq (en picard Flôbek, neerlandès Vloesberg) és un municipi belga de la província d'Hainaut a la regió valona, de parla francòfona però amb facilitats lingüístiques. L'1 de gener del 2024 tenia 3.435 habitants.